# Idioma narim
El narim o longarim es una lengua nilo-sahariana del grupo súrmico, hablada en las montañas Boya en Sudán del Sur. Está estrechamente relacionado con el didinga.